# ASB Classic 2016
L'ASB Classic 2016 è un torneo di tennis giocato all'aperto sul cemento. È  la 33ª edizione dell'ASB Classic, che fa parte della categoria International nell'ambito del WTA Tour 2016. Si gioca all'ASB Tennis Centre di Auckland in Nuova Zelanda, dal 4  al 9 gennaio 2016.

## Partecipanti

### Teste di serie
| Giocatrice  | Nazionalità         | Ranking* | Testa di serie |
| ----------- | ------------------- | -------- | -------------- |
| Stati Uniti | Venus Williams      | 7        | 1              |
| Serbia      | Ana Ivanović        | 16       | 2              |
| Danimarca   | Caroline Wozniacki  | 17       | 3              |
| Russia      | Svetlana Kuznetsova | 25       | 4              |
| Stati Uniti | Sloane Stephens     | 30       | 5              |
| Stati Uniti | Coco Vandeweghe     | 37       | 6              |
| Rep. Ceca   | Barbora Strýcová    | 42       | 7              |
| Belgio      | Alison Van Uytvanck | 44       | 8              |

* Rankings al 28 dicembre 2015.

### Altre partecipanti
Giocatrici che hanno ricevuto una wildcard per il tabellone principale:
- Marina Eraković
- Jeļena Ostapenko
- Francesca Schiavone

Giocatrici passate dalle qualificazioni:

- Kiki Bertens
- Naomi Broady
- Kirsten Flipkens
- Tamira Paszek

## Campionesse

### Singolare
Sloane Stephens ha sconfitto in finale  Julia Görges per 7-5, 6-2.
- È il secondo titolo in carriera per la Stephens, primo della stagione.

### Doppio
Elise Mertens e  An-Sophie Mestach hanno sconfitto  Danka Kovinić e  Barbora Strýcová per 2-6, 6-3, [10-5].